# Laurențiu Țepeluș
Laurențiu-Cristinel Țepeluș (n. 12 mai 1966, Mărăcineni, România) este un deputat român, ales în 2020 din partea PSD. 